# Georg Hermann Quincke
Pour les articles homonymes, voir Quincke.
Georg Hermann Quincke  (né le 19 novembre 1834 à Francfort-sur-l'Oder, province de Brandebourg et mort le 13 janvier 1924 à Heidelberg) est un physicien allemand dont les études des phénomènes de capillarité sont classiques.

## Biographie
Quincke est le fils d'un médecin en vue, Hermann Quincke, et le frère aîné du médecin Heinrich Quincke. 
Il a obtenu son Ph.D. en 1858 à l'université Frédéric Guillaume de Berlin, alors qu'il avait déjà étudié à l'université de Königsberg et à l'université de Heidelberg. Sa thèse portait sur la constante capillaire du mercure.
En 1859, il devient privatdozent à Berlin, puis professeur en 1865 dans la même ville, suivi de professeur en 1872 à l'université de Wurtzbourg, pour finalement être nommé professeur de physique en 1875 à Heidelberg, où il est resté jusqu'à sa retraite en 1907. 
En plus de ses travaux sur la capillarité, Quincke a mené d'importantes expériences sur la réflexion de la lumière, surtout sur les surfaces métalliques, et a mené de longues expériences sur l'influence des champs électriques sur les constante de différentes formes de la matière (solide, liquide, gazeuse...), modifiant ainsi l'hypothèse de dissociation de Rudolf Clausius. 
Quincke a été élu membre étranger de la Royal Society. 
Il a publié Geschichte des physicalischen Instituts der Universität Heidelberg en 1885.